# Crystallodytes
Crystallodytes is een geslacht van straalvinnige vissen uit de familie van zandduikers (Creediidae).

## Soorten
- Crystallodytes cookei Fowler, 1923
- Crystallodytes pauciradiatus Nelson & Randall, 1985